# Haunted Spooks
Haunted Spooks é um curta-metragem norte-americano de 1920, do gênero comédia, estrelado por Harold Lloyd e Mildred Davis.

## Elenco
- Harold Lloyd - o Garoto
- Mildred Davis - Mildred Hillary, a garota
- Wallace Howe
- Sammy Brooks (não creditado)
- William Gillespie - Advogado (não creditado)
- Mark Jones - (não creditado)
- Gaylord Lloyd - (não creditado)
- Sam Lufkin - Homem discutindo no carro (não creditado)
- Ernest Morrison - Garotinho (não creditado)
- Dee Lampton - Butler (não creditado)
- Charles Stevenson (não creditado)
- Blue Washington - Negro Butler (não creditado)
- Noah Young - Chefe (não creditado)